# 丘恩乔利姆
丘恩乔利姆（Cuncolim），是印度果阿邦South Goa县的一个城镇。总人口15848（2001年）。

## 人口
该地2001年总人口15848人，其中男性7736人，女性8112人；0—6岁人口1488人，其中男772人，女716人；识字率78.34%，其中男性为83.23%，女性为73.68%。